# 삼등분 법칙

삼등분 법칙 적용 예, 캐나다 천섬에서 찍은 일몰

삼등분 법칙의 예

삼등분 법칙(Rule of Thirds)은 촬영, 회화, 또는 디자인에서 사용하는 일종의 경험법칙이다.프레임의 상하, 좌우를 가상의 선으로 삼등분한 뒤 피사체를 가상선상이나 화면의 인상적인 포인트를 세 개의 가상선이 만나는 네 개의 꼭짓점 위에 위치시키는 것을 말한다. 이 법칙을 사용함으로써 최소한 어떻게 구도를 시작할지에 대한 해답을 찾을 수 있다.

## 역사
단면 배경화의 법칙 중 하나로, 1797년에 처음으로 사용되었다.

## 같이 보기
- 황금비
- 헤드룸 (사진술)

## 참고 문헌
- 조보리님의 사진자료실[깨진 링크(과거 내용 찾기)]
- troysky's Blog, 너와나의 이야기에서 초보자를 위한 사진강좌 삼등분의 법칙